# کمین (فیلم ۲۰۰۰)
کمین (به هندی: Ghaath) فیلمی محصول سال ۲۰۰۰ و به کارگردانی آکاشدیپ است. در این فیلم بازیگرانی همچون مانوج باجپایی، تابو، اوم پوری، آرشاد وارسی، عرفان خان، شبا آکاشدپ، آپارنا سن، انوپم کهیر، ماکش تیواری، جانی لور، تینو آناند و راوینا تاندون ایفای نقش کرده‌اند.